# GPR56
G protein spregnuti receptor 56 je protein koji je kod ljudi kodiran GPR56 genom.
Izražavanje GPR56 gena u melanocitnim ćelijama je regulisano MITF faktorom.

## Literatura
- Xu L, Hynes RO (2007). „GPR56 and TG2: possible roles in suppression of tumor growth by the microenvironment.”. Cell Cycle. 6 (2): 160—5. PMID 17314516. doi:10.4161/cc.6.2.3760.
- Piao X; Basel-Vanagaite L; Straussberg R;  . (2002). „An autosomal recessive form of bilateral frontoparietal polymicrogyria maps to chromosome 16q12.2-21.”. Am. J. Hum. Genet. 70 (4): 1028—33. PMC 379097 . PMID 11845408. doi:10.1086/339552.
- Strausberg RL; Feingold EA; Grouse LH;  . (2003). „Generation and initial analysis of more than 15,000 full-length human and mouse cDNA sequences.”. Proc. Natl. Acad. Sci. U.S.A. 99 (26): 16899—903. PMC 139241 . PMID 12477932. doi:10.1073/pnas.242603899.
- Clark HF; Gurney AL; Abaya E;  . (2003). „The secreted protein discovery initiative (SPDI), a large-scale effort to identify novel human secreted and transmembrane proteins: a bioinformatics assessment.”. Genome Res. 13 (10): 2265—70. PMC 403697 . PMID 12975309. doi:10.1101/gr.1293003.
- Little KD, Hemler ME, Stipp CS (2005). „Dynamic regulation of a GPCR-tetraspanin-G protein complex on intact cells: central role of CD81 in facilitating GPR56-Galpha q/11 association.”. Mol. Biol. Cell. 15 (5): 2375—87. PMC 404030 . PMID 15004227. doi:10.1091/mbc.E03-12-0886.
- Piao X; Hill RS; Bodell A;  . (2004). „G protein-coupled receptor-dependent development of human frontal cortex.”. Science. 303 (5666): 2033—6. PMID 15044805. doi:10.1126/science.1092780.
- Zhang Z, Henzel WJ (2005). „Signal peptide prediction based on analysis of experimentally verified cleavage sites.”. Protein Sci. 13 (10): 2819—24. PMC 2286551 . PMID 15340161. doi:10.1110/ps.04682504.
- Gerhard DS; Wagner L; Feingold EA;  . (2004). „The status, quality, and expansion of the NIH full-length cDNA project: the Mammalian Gene Collection (MGC).”. Genome Res. 14 (10B): 2121—7. PMC 528928 . PMID 15489334. doi:10.1101/gr.2596504.
- Shashidhar S; Lorente G; Nagavarapu U;  . (2005). „GPR56 is a GPCR that is overexpressed in gliomas and functions in tumor cell adhesion.”. Oncogene. 24 (10): 1673—82. PMID 15674329. doi:10.1038/sj.onc.1208395.
- Sud N; Sharma R; Ray R;  . (2006). „Differential expression of G-protein coupled receptor 56 in human esophageal squamous cell carcinoma.”. Cancer Lett. 233 (2): 265—70. PMID 15916848. doi:10.1016/j.canlet.2005.03.018.
- Otsuki T; Ota T; Nishikawa T;  . (2007). „Signal sequence and keyword trap in silico for selection of full-length human cDNAs encoding secretion or membrane proteins from oligo-capped cDNA libraries.”. DNA Res. 12 (2): 117—26. PMID 16303743. doi:10.1093/dnares/12.2.117.
- Xu L, Begum S, Hearn JD, Hynes RO (2006). „GPR56, an atypical G protein-coupled receptor, binds tissue transglutaminase, TG2, and inhibits melanoma tumor growth and metastasis.”. Proc. Natl. Acad. Sci. U.S.A. 103 (24): 9023—8. PMC 1474142 . PMID 16757564. doi:10.1073/pnas.0602681103.